# Ви (Кот-д’Ор)
Ви (фр. Vix) — коммуна во Франции, находится в регионе Бургундия. Департамент коммуны — Кот-д’Ор. Входит в состав кантона Шатийон-сюр-Сен. Округ коммуны — Монбар.
Код INSEE коммуны — 21711.

## Население
Население коммуны на 2010 год составляло 111 человек.
| 1962 | 1968 | 1975 | 1982 | 1990 | 1999 | 2010 |
| ---- | ---- | ---- | ---- | ---- | ---- | ---- |
| 92   | 85   | 85   | 81   | 95   | 107  | 111  |

Можно представить и более подробную статистику населения:

## Экономика
В 2010 году среди 82 человек трудоспособного возраста (15—64 лет) 56 были экономически активными, 26 — неактивными (показатель активности — 68,3 %, в 1999 году было 79,7 %). Из 56 активных жителей работали 48 человек (23 мужчины и 25 женщин), безработных было 8 (4 мужчины и 4 женщины). Среди 26 неактивных 8 человек были учениками или студентами, 13 — пенсионерами, 5 были неактивными по другим причинам.

## Археология
Территория вокруг деревни Викс является местом важного доисторического комплекса из кельтского позднего Гальштат и раннем периодах латенского, включающий важного укрепленного поселения и нескольких курганов. Самый известный из последних, могила Викс, известный также как могила «леди из Викс», относится к приблизительно к 500 г. до н. Её могила не была разграблена и содержал удивительно богатые и интересные вещи, в том числе большое количество ювелирных изделий и кратер из Викса, самый большой из известных металлических сосудов в древности.